# Eka Christa
Eka Christa, de son vrai nom Christa Eka Assam est une actrice réalisatrice manequin et cinéaste en herbe camerounaise,. Elle est la fondatrice d'ACE Entertainment

## Biographie

### Études
Eka est diplômé en comptabilité, Marketing, Publicité avant de se tourner vers le cinéma et le mannequinat.

### Carrière
En 2005, elle commence sa carrière dans le cinéma et le mannequinat. Elle débute comme actrice dans Break-in puis, puis devient actrice principale dans Not my will.
En 2006, elle continue sa carrière en faisant des clips pour des artistes comme Waz Hadji et Tegha. Finalement, elle a eu sa première opportunité de jouer dans un film, lorsqu’elle a eu un rôle dans « Break-In » , un film produit et réalisé par M. Bill Mosah. « Not My Will » est le deuxième projet de film sur lequel elle travaille . Elle débute comme actrice dans Break-in puis, puis devient actrice principale dans Not my will.
En 2012, elle écrit et réalise Doormat qui est sélectionné au Durban Talent Campus 2012 en Afrique du Sud.
Elle enchaîne en 2013 avec le court métrage Beleh puis en 2015 avec 25[Quoi ?] elle sort ALMA qui remporte la compétition aux Écrans noirs à Yaoundé. 

## Filmographie
- 2012 : Mehr Ninh : Clarisse
- 2013 : Pelé
- 2015 : Alma
- 2010: Not My Will [9]
- 2017: Ashia [10]
- 2014: Damaru [11]

## Prix et reconnaissances
- 2018 : Meilleur court métrage des LFC Awards pour son film ALMA[12]
- 2015 : Meilleur court métrage au Festival Ecrans Noirs
- 2013 : Zaafa Awards
- 2013 : Mention spéciale du jury au Africa International Film Festival au Nigéria.